# گراف دایمندز
گراف دایمندز (به انگلیسی: Graff Diamonds) شرکت جواهرسازی بریتانیایی است، که در زمینه طراحی، ساخت و فروش انواع طلا، نقره، الماس، جواهرات، کالاهای لوکس و ساعت فعالیت می‌نماید.
شرکت در سال ۱۹۶۰ توسط لورنس گراف راه‌اندازی شد و در حال حاضر دارای شبکه‌ای از ۳۵ فروشگاه در کشورهای مختلف می‌باشد. دفتر مرکزی این شرکت در شهر لندن، بریتانیا قرار دارد.